# Naod Habtemichael
Naod Habtemichael, född 16 februari 1995 i Göteborg, är en svensk skribent och tidigare politiker (C). Habtemichael är en återkommande skribent på Dagens nyheters ledarsida och rektor för den liberala tankesmedjan Fores utbildning Foresakademin. Han sitter därutöver i redaktionen för tidskriften Liberal Debatt.

## Ledarsidor
Habtemichael har sedan i juli 2021 varit en återkommande skribent på Dagens Nyheters ledarsida och sedan oktober samma år frilansande ledarskribent på Liberala Nyhetsbyrån (LNB). 
Under 2020 vikarierade han som ledarskribent på Svenska dagbladet.

## Politisk karriär
Under perioden 2018-2020 var Habtemichael  förbundsordförande för Centerstudenter. I rollen som ordförande i Centerstudenter satt han även som representant i Centerpartiets partistyrelse. 
I april 2019 tillkännagavs att Habtemichael valts att vikariera som kommunalråd i Göteborg under perioden maj till december 2019 under Emmyly Bönfors föräldraledighet.
I januari 2021 meddelades det att Habtemichael avsagt sig alla politiska uppdrag för att kunna fokusera på skrivande och opinionsbildning.

## Priser och utmärkelser
I januari 2020 rankade Expressen Habtemichael på plats 9 i sin sammanställning över de 30 mäktigaste politikerna under 30 år. 
I september 2020 tilldelades Naod Habtemichael och Isak Kupersmidt Munkhammar-stipendiet med motiveringen 
"Med en kombination av intellektuell tyngd och politisk-organisatorisk skicklighet har Naod Habtemichael och Isak Kupersmidt lyft organisationen Centerstudenter till nya höjder. I sann Munkhammaranda har de kombinerat väl underbyggda reformförslag med skicklig kommunikation. De har därtill uppvisat mod i sin kritik av moderpartiet"